# キングオブモルックのモルック大作戦!!
『キングオブモルックのモルック大作戦!!』（キングオブモルックのモルックだいさくせん）は、TOKYO MXで2021年（令和3年）7月9日から2022年10月27日まで放送されていたスポーツバラエティ番組。番組内での呼称は『キングオブモルックのGO!GO!モルック大作戦!!』。
この頁では前身番組についても説明する。

## 概要
おそらく世界初の「モルック」バラエティ番組。“木の棒”を投げて“木の棒”を倒すだけという、運動神経・老若男女・ビギナー問わず誰でも楽しめるため、芸能界の一部で密かなブームとなっているフィンランド発祥のスポーツ。倒れたピンの本数やピンに書かれた数字に応じて得点を競う、頭脳戦が特徴。そんなモルックの日本代表チーム・森田率いる「キングオブモルック」と、タレントチームや一般公募のチームなど様々な挑戦者チームが対戦する。
番組の前身は、2020年10月から深夜枠でスタートした『さらば青春の光のモルック勝ったら10万円!』。2021年4月から『さらば青春の光のモルックスタジアム!』というタイトルでリニューアルし金曜の18時30分から19時までの放送になった。さらに同年6月から『キングオブモルックのモルックスタジアム!』と改題したのち、同年7月に『キングオブモルックのモルック大作戦!!』として再度リニューアルした。
2021年10月からは放送時間を変更して隔週土曜の21時からの30分間の放送になった。2022年4月には再び放送時間が変更されて隔週木曜の21時25分からになり、放送枠は29分になった。
2022年7月7日放送分から在京民放キー局5社共同運営の動画配信サービス「TVer」での配信を開始した。なお、本番組は日本テレビが運営している無料動画配信サービス「日テレ無料TADA!」に供給されており、TVerでは更にその供給を受ける形で配信されている。この経緯から、TVerでは日本テレビ系列の番組として扱われている。

## 番組内のモルックのルール
1. 挑戦者チームが先攻。
2. 先にちょうど50点に達したチームが勝ち。
3. 50点を超した場合は25点に戻ってしまう。
4. 挑戦者チームは、一度だけ山口順によるスペシャルリリーフチャンスが与えられる。

## 勝利商品
挑戦者チームが勝った場合のみ、挑戦者チーム希望の勝利商品が授与される。
また、勝利チームには、番組スポンサーのYOSEIDOから、白樺から作られた特性スキットル型トロフィーが贈呈される。
また負けたとしても、参加賞としてYOSEIDOからスキンケアフルセットが贈呈される。

## 現在の出演者

### MC
- 向井慧（パンサー）：2021年7月のリニューアルに伴いMCに就任[6]。

### キングオブモルック
2019年にフランスで開催された世界大会に日本代表としてエントリー。
- 森田哲矢（さらば青春の光）：チームでは、キャプテンを務め1投目を担当する。ひょうきん担当
- みなみかわ：3投目を担当。その容姿から番組プロデューサーから帽子を被ることを勧められたらしい。かわいい担当。
- カナイ：2投目を担当。剣道経験者であることからメンタルは強いと思われるが、過信からか失投することがある。おっちょこちょい担当。
- 溜口佑太朗（ラブレターズ）：2022年の世界大会よりキングオブモルックに加入。本番組には2022年9月29日より参加。

### スペシャル リリーフ
- 山口順：プロモルッカー。2019年の世界大会にキングオブモルックとして参加。通称山さん。解説も務める。
- 日本モルック協会

### 実況・ナレーション
- 庄野数馬

## 過去の出演者

### MC
- 東ブクロ（さらば青春の光）：『さらば青春の光のモルック勝ったら10万円!』および『さらば青春の光のモルックスタジアム!』に出演。
- 山添寛（相席スタート）：『キングオブモルックのモルックスタジアム!』に出演。

### 挑戦者応援団
- ジュリアナの祟り(a.k.a.エナツの祟り)

挑戦者チームへのアドバイスやテーマソング『無敵シュプレヒコール〜このSを、聴け!』で番組を盛り上げてくれていた。

## これまでの挑戦者
| さらば青春の光のモルック勝ったら10万円! | さらば青春の光のモルック勝ったら10万円! | さらば青春の光のモルック勝ったら10万円! | さらば青春の光のモルック勝ったら10万円!                          | さらば青春の光のモルック勝ったら10万円! |
| 回数                                    | 放送日時                                | チーム                                  | ゲスト                                                           | 備考                                    |
| --------------------------------------- | --------------------------------------- | --------------------------------------- | ---------------------------------------------------------------- | --------------------------------------- |
| 第1回                                   | 2020年10月6日（火）                     | サンドウィッチマン                      |                                                                  |                                         |
| 第2回                                   | 2020年10月13日（火）                    | セパタクロー日本女子代表チーム          |                                                                  |                                         |
| 第3回                                   | 2020年10月20日（火）                    | 筑波大学モルックサークルチーム          |                                                                  |                                         |
| 第4回                                   | 2020年10月27日（火）                    | 「最強」企業モルックサークルチーム      | 株式会社ヒューマンブリッジ                                       |                                         |
| 第5回                                   | 2020年11月3日（火）                     | 乃木坂46チーム                          | 金川紗耶、清宮レイ、早川聖来                                     |                                         |
| 第6回                                   | 2020年11月10日（火）                    | フィンランド大使館チーム                |                                                                  |                                         |
| 第7回                                   | 2020年11月17日（火）                    | 最高齢モルックチーム                    | 飯能モルッククラブ                                               |                                         |
| 第8回                                   | 2020年11月24日（火）                    | ゲス3兄弟チーム                         | 川谷絵音、亀田興毅、アカツカ（South Penguin）                    |                                         |
| 第9回                                   | 2020年12月1日（火）                     | 巧株式会社チーム                        |                                                                  |                                         |
| 第10回                                  | 2020年12月8日（火）                     | 養生堂チーム                            | 成田童夢、藤光謙司、太田忍                                       |                                         |
| 第11回                                  | 2020年12月15日（火）                    | 酒田米菓モルック部チーム                |                                                                  |                                         |
| 第12回                                  | 2020年12月22日（火）                    | 霜降り明星                              |                                                                  |                                         |
| 第13回                                  | 2021年1月12日（火）                     | サンドウィッチマン                      |                                                                  | 【再放送】                              |
| 第18回                                  | 2021年2月16日（火）                     | 武井壮チーム                            | 武井壮、おおかわら（鬼ヶ島）、みんなのたかみち（プリンセス金魚） |                                         |
| 第19回                                  | 2021年2月23日（火）                     | 関西支部チーム                          |                                                                  |                                         |
| 第20回                                  | 2021年3月2日（火）                      | 超大手電機メーカー（アルガス）チーム    |                                                                  |                                         |
| 第21回                                  | 2021年3月9日（火）                      | 響声優チーム                            | 佐々木未来、相羽あいな、紡木吏佐                                 |                                         |
| 第22回                                  | 2021年3月16日（火）                     | 日本モルック協会チーム                  |                                                                  |                                         |
| 第23回                                  | 2021年3月23日（火）                     | 株式会社静科チーム                      |                                                                  |                                         |
| 第24回                                  | 2021年3月30日（火）                     | 2.5次元モルック俳優会チーム             | 植田圭輔、北村諒、高崎翔太                                       |                                         |

| さらば青春の光のモルックスタジアム! → キングオブモルックのモルックスタジアム! | さらば青春の光のモルックスタジアム! → キングオブモルックのモルックスタジアム! | さらば青春の光のモルックスタジアム! → キングオブモルックのモルックスタジアム! | さらば青春の光のモルックスタジアム! → キングオブモルックのモルックスタジアム! | さらば青春の光のモルックスタジアム! → キングオブモルックのモルックスタジアム! |
| 回数                                                                          | 放送日時                                                                      | チーム                                                                        | ゲスト                                                                        | 備考                                                                          |
| ----------------------------------------------------------------------------- | ----------------------------------------------------------------------------- | ----------------------------------------------------------------------------- | ----------------------------------------------------------------------------- | ----------------------------------------------------------------------------- |
| 第1回                                                                         | 2021年4月9日（金）                                                            | 乃木坂46チーム                                                                | 柴田柚菜、田村真佑、矢久保美緒                                                |                                                                               |
| 第2回                                                                         | 2021年4月16日（金）                                                           | 東京大学バブルサッカークラブチーム                                            | OBOG                                                                          |                                                                               |
| 第3回                                                                         | 2021年4月23日（金）                                                           | 鎌倉モルックの会チーム                                                        |                                                                               |                                                                               |
| 第4回                                                                         | 2021年4月30日（金）                                                           | 上地雄輔チーム                                                                | 上地雄輔、GP a.k.a N.O.B.B（餓鬼レンジャー）、のり（オテンキ）                |                                                                               |
| 第5回                                                                         | 2021年5月7日（金）                                                            | 社会人強豪バスケットボールチーム                                              |                                                                               |                                                                               |
| 第6回                                                                         | 2021年5月14日（金）                                                           | 狩野英孝率いるマセキ芸人チーム                                                | 狩野英孝、奥村うどん（スタンダップコーギー）、カナメストーン                  |                                                                               |
| 第7回                                                                         | 2021年5月21日（金）                                                           | 女子高生チーム                                                                | Moi Moi Girls                                                                 |                                                                               |
| 第8回                                                                         | 2021年5月28日（金）                                                           | フレンドシップキャンプ（NPO法人）feat.武見敬三チーム                          |                                                                               |                                                                               |
| 第9回                                                                         | 2021年6月4日（金）                                                            | ラミちゃんファミリーチーム                                                    |                                                                               |                                                                               |
| 第10回                                                                        | 2021年6月11日（金）                                                           | 広友物産チーム                                                                |                                                                               |                                                                               |
| 第11回                                                                        | 2021年6月18日（金）                                                           | 碓氷貴光（世界的マジシャン）ご一家チーム                                      |                                                                               |                                                                               |
| 第12回                                                                        | 2021年6月25日（金）                                                           | 超人気YouTuberフィッシャーズ                                                  | モトキ、マサイ、ザカオ                                                        |                                                                               |

| キングオブモルックのモルック大作戦! | キングオブモルックのモルック大作戦! | キングオブモルックのモルック大作戦! | キングオブモルックのモルック大作戦!                          | キングオブモルックのモルック大作戦! |
| 回数                                | 放送日時                            | チーム                              | ゲスト                                                       | 備考                                |
| ----------------------------------- | ----------------------------------- | ----------------------------------- | ------------------------------------------------------------ | ----------------------------------- |
| 第1回                               | 2021年7月9日（金）                  | パンサー                            |                                                              |                                     |
| 第2回                               | 2021年7月16日（金）                 | 世界ランクアスリートチーム          | 河合紫乃、小山孝明、岡崎遥海                                 |                                     |
| 第3回                               | 2021年7月23日（金）                 | DJ KOO&東京女子流チーム             | 山邊未夢、新井ひとみ、庄司芽生                               |                                     |
| 第4回                               | 2021年7月30日（金）                 | スポーツ専門学校チーム              | 宇都宮アート&スポーツ専門学校 スポーツビジネス科2年生        |                                     |
| 第5回                               | 2021年8月6日（金）                  | フェンシング日本代表メンバーチーム  | “チームさときんぐ”から鬼澤大真、吉田玲、北川隆之介、村上仁紀 |                                     |
| 第6回                               | 2021年8月13日（金）                 | 那須川天心チーム                    | 那須川天心、大谷廉太、梅井泰成                               |                                     |
| 第7回                               | 2021年8月20日（金）                 | 辻合ファミリーチーム                |                                                              |                                     |
| 第8回                               | 2021年8月27日（金）                 | 子どもタレントスクールチーム        | 宇都宮アート&スポーツ専門学校 附属子どもタレントスクール     |                                     |
| 第9回                               | 2021年9月3日（金）                  | AKB48チーム                         | 稲垣香織、武藤小麟、村山彩希、茂木忍                         |                                     |
| 第10回                              | 2021年9月10日（金）                 | 老舗玩具メーカーチーム              |                                                              |                                     |
| 第11回                              | 2021年9月17日（金）                 | 一橋大学チーム                      |                                                              |                                     |
| 第12回                              | 2021年9月24日（金）                 | 最強モルッカー軍団                  |                                                              |                                     |
| （ゴールデン進出）                  |                                     |                                     |                                                              |                                     |
| 第1回                               | 2021年10月16日（土）                | パンサー                            |                                                              | 【再放送】                          |
| 第2回                               | 2021年10月30日（土）                | AKB48チーム                         |                                                              | 【再放送】                          |
| 第3回                               | 2021年11月13日（土）                | 那須川天心チーム                    |                                                              | 【再放送】                          |
| 第4回                               | 2021年11月27日（土）                | スキマスイッチ                      |                                                              |                                     |
| 第5回                               | 2021年12月11日（土）                | 7 MEN 侍チーム                      | 菅田琳寧、佐々木大光、矢花黎                                 |                                     |
| 第6回                               | 2021年12月25日（土）                | AKB48チーム                         | 茂木忍、市川愛美、髙橋彩音、行天優莉奈                       |                                     |
| 第7回                               | 2022年1月8日（土）                  | 第7回 モルック日本大会in熊本        |                                                              |                                     |
| 第8回                               | 2022年1月22日（土）                 | スキマスイッチ                      |                                                              | 【再放送】                          |
| 第9回                               | 2022年2月5日（土）                  | 7 MEN 侍チーム                      |                                                              | 【再放送】                          |
| 第10回                              | 2022年2月19日（土）                 | AKB48チーム                         |                                                              | 【再放送】                          |
| 第11回                              | 2022年3月5日（土）                  | ザ☆健康ボーイズ                     | なかやまきんに君、八木真澄（サバンナ）                       |                                     |
| 第12回                              | 2022年3月19日（土）                 | 横山だいすけ&岩隈久志               |                                                              |                                     |
| 第13回                              | 2022年4月7日（木）                  | チームハローキティ                  |                                                              |                                     |
| 第14回                              | 2022年4月21日（木）                 | lol女子メンバ―チーム                | moca、hibiki、honoka                                         |                                     |
| 第15回                              | 2022年5月5日（木）                  | ザ☆健康ボーイズ                     | なかやまきんに君、サバンナ八木                               | 【再放送】                          |
| 第16回                              | 2022年5月19日（木）                 | 横山だいすけ&岩隈久志               |                                                              | 【再放送】                          |
| 第17回                              | 2022年6月2日（木）                  | 宝塚歌劇団花組OGチーム              | 真飛聖、桜乃彩音、瀬戸かずや                                 |                                     |
| 第18回                              | 2022年6月16日（木）                 | 7 MEN 侍チーム                      | 菅田琳寧、本髙克樹、矢花黎                                   |                                     |
| 第19回                              | 2022年7月7日（木）                  | チームハローキティ                  |                                                              | 【再放送】                          |
| 第20回                              | 2022年7月21日（木）                 | lol女子メンバ―チーム                |                                                              | 【再放送】                          |
| 第21回                              | 2022年8月4日（木）                  | 宝塚歌劇団花組OGチーム              |                                                              | 【再放送】                          |
| 第22回                              | 2022年8月18日（木）                 | 7 MEN 侍チーム                      |                                                              | 【再放送】                          |
| 第23回                              | 2022年9月15日（木）                 | 豆柴の大群                          | ミユキエンジェル、ハナエモンスター、カエデフェニックス       |                                     |
| 第24回                              | 2022年9月29日（木）                 | モルック世界第３位チーム            |                                                              |                                     |
| 第25回                              | 2022年10月13日（木）                | 東京ヴェルディ・バンバータチーム    | 稲村亜美、長﨑望未、本池太一、柳川大知                       |                                     |
| 第26回                              | 2022年10月27日（木）                | 豆柴の大群                          |                                                              | 【再放送】                          |

## スタッフ
- 企画：ザ・森東
- 構成：渡辺佑欣
- 撮影：ライラック　清水貴能・小笠原弘典
- VE：石井徹・高橋誠一郎
- 編集：五郎丸亮（メディア・リース）・李公熙（メディア・リース）
- MA：遠藤寛也（メディア・リース）
- 音響効果：齊藤慎太郎 （アーツポート企画）
- メイク：KENJI SATO・坂本七絵
- 衣装：中里智弘
- コーディネート：だいもんしゅんすけ
- アシスタント：鈴木亜紗子・宮本裕未
- AP：笹田真希
- ディレクター：本間和美・小森あすみ
- 総合演出：神戸一虎
- プロデューサー：岩政靖・徳島悠木
- 総合プロデューサー：山本雅士
- 制作協力：ビトク
- 制作著作：TOKYO MX

### 過去のスタッフ
- 撮影：シミズオクト 成沢繁幸・鍛冶達也・遠山雅信・平山道隆・遠山絵梨佳・金子拓誠
- VE：小菅聡
- 音声：稲見勝
- MA：齊藤康成
- 音響効果：高取謙（ブルービート）・大谷真生（ブルービート）
- ヘアメイク：丸山もい
- ヘアメイク助手：武藤加奈
- 美術：大野瑞樹（シミズオクト）
- 編集・ディレクター：春日井
- プロデューサー：清水佳代子（シミズオクト）・大和田光人（シミズオクト）

## 放送局
- 北海道テレビ（北海道・テレビ朝日系） - 月曜 1:20 - 1:50（日曜深夜）